# Pudong-Fußballstadion
Das Pudong-Fußballstadion (chinesisch 浦东足球场, englisch Pudong Football Stadium), auch bekannt als SAIC Motor Pudong Arena, ist ein Fußballstadion in der chinesischen Metropole Shanghai. Es wurde im Oktober 2020 fertiggestellt und ist die Heimstätte des chinesischen Fußballvereins Shanghai Port FC. Die Anlage hat ein Fassungsvermögen von 37.000 Zuschauern. Das Pudong-Fußballstadion ist das größte Fußballstadion in Shanghai, wobei auch andere Veranstaltungen stattfinden können.

## Geschichte
Ende 2017 gewann das deutsche Architekturbüro HPP Architekten den international ausgeschriebenen Wettbewerb und wurde anschließend mit der Generalplanung, Architektur, Innen- und Landschaftsarchitektur beauftragt.
Die Form des Stadions hat HPP in Anlehnung an eine Schale aus traditionellem chinesischem Porzellan entworfen. Der erste Spatenstich erfolgte am 28. April 2018. Die Außengestaltung des Stadions aus weißem Metall soll an eine chinesische Porzellanschale erinnern. 22. Oktober 2021 erfolgte die Eröffnung.
Am 31. Oktober 2020 wurde hier das Endspiel der League-of-Legends-Weltmeisterschaft 2020 im E-Sport ausgetragen, was gleichzeitig die erste Veranstaltung im Stadion war.
2023 sollten hier Spiele der Fußball-Asienmeisterschaft in China ausgetragen werden. Aufgrund der COVID-19-Pandemie wurde das Turnier allerdings in Katar ausgetragen.